# Geoquímica isotópica
Geoquímica isotópica ou geoquímica de isótopos é um aspecto de geologia com base no estudo de variações naturais nas abundâncias relativas de isótopos de vários elementos. Variações na abundância isotópica são medidas por espectrometria de massa de razão isotópica, e pode revelar informações sobre as idades e origens de corpos de rochas, ar ou água ou processos de mistura entre eles.
A geoquímica de isótopos estáveis preocupa-se amplamente com as variações isotópicas decorrentes do fracionamento do isótopo dependente da massa, enquanto a geoquímica de isótopos radiogênicos concentra-se nos produtos da radioatividade natural.

## Geoquímica de isótopos estáveis
Para os isótopos mais estáveis, a magnitude do fracionamento cinético e equilíbrio é muito pequeno; por esse motivo, normalmente são relatados enriquecimentos em "per mil" (‰, partes por milhar). Esses enriquecimentos (δ) representam a razão de isótopo pesado para isótopo leve na amostra sobre a razão de um padrão.  Isso é,
{\displaystyle \delta {\ce {^{13}C}}=\left({\frac {\left({\frac {{\ce {^{13}C}}}{{\ce {^{12}C}}}}\right)_{amostra}}{\left({\frac {{\ce {^{13}C}}}{{\ce {^{12}C}}}}\right)_{padrao}}}-1\right)\times 1000} ‰